# Andrés Marin Vargas
Andrés Marín Vargas, né le 26 octobre 1969 à Séville (Espagne), est un danseur et chorégraphe de flamenco. Il remporte le prix espagnol de la danse en 2022.

## Biographie
Andrés Marin, fils d'une famille d'artistes flamenco (du danseur Andrés Marin et de la chanteuse Isabel Vargas), il a commencé à danser dès l'âge de quatre ans. À partir de 11 ans, son père, qui dansait dans différentes compagnies comme celle de Juanito Valderrama, le fait participer à ses spectacles.
Dès 1988, il commence à créer un nouveau style de flamenco et part en tournée en Europe et dans le monde : aux Pays-Bas, où il se produit plusieurs fois par an, en Allemagne, en Finlande, en Suède, aux États-Unis, et en 1992, Tele 5 et Nippon Television, la première chaîne de télévision japonaise, réalisent un reportage sur son travail.[source insuffisante]
À la fin de l'année 2001, il fonde sa propre compagnie. Depuis lors, ses œuvres ont été accueillies par les principaux circuits européens, tant dans le domaine du Flamenco que de la danse contemporaine. Il a également travaillé et collaboré avec un grand nombre d'artistes : Ana Morales Moreno, Bartabas pour Golgota, Christian Rizzo et Marie-Agnès Gillot pour Magma, Kader Attou, Carolyn Carlson entre autres.

## Influences
Il a appris la danse de son père et du chant de sa mère, Isabel Vargas, mais ses grandes influences sont : Antonio Gades (dans "Bodas de Sangre"), Antonio Ruiz Soler "Antonio", Vicente Escudero, etc. Les danseurs russes Vaslav Nijinsky, le Théâtre Kabuki, et surtout la danse Butō, ainsi que la peinture et l'architecture nées des mouvements avant-gardistes, influencent également son flamenco,.

## Distinctions
- Prix national de la danse 2022 avec la danseuse Ana Morales Moreno[6]
- Prix Giraldillo de la danse 2020[7]